# دن‌بورخ
دن‌بورخ (به هلندی: Den Burg) یک منطقهٔ مسکونی در هلند است که در تسل واقع شده‌است. دن‌بورخ ۷٬۰۰۰ نفر جمعیت دارد.